# 赫默爾亨普斯特德
赫默爾亨普斯特德（英語：Hemel Hempstead）是位於英國東英格蘭的一座城市，在行政區劃上屬於哈特福郡。赫默爾亨普斯特德是一座大規模新市鎮，位於倫敦西北24英里（38.6）處，是大倫敦地區的一部分。據2001年人口普查，赫默爾亨普斯特德有人口81,143人。赫默爾亨普斯特德雖然在8世紀時就已經存在，但大規模發展是戰後的事情。